# KF Kukësi
1. WEITERLEITUNG FK Kukësi